# Янош Корвін
Янош Корвін (угор. Corvin János; нар. 2 квітня 1473 року — пом. 12 жовтня 1504 року) — Король Боснії (1495—1499), незаконнонароджений син короля Угорщини Матвія I та Барбари Едельрек (хоча існують непідтверджені теорії, що він міг бути сином другої дружини Матвія I Беатриси).

## Ранні роки
Янош Корвін народився 1473 року в Буді і отримав своє прізвище по ворону на батьківському геральдичному щиті (лат: ворон — corvus). Спочатку Матьяш припускав, що син стане священиком. Але коли його надії на законних дітей від його дружини Беатриси Арагонської не виправдалися, він вирішив призначити спадкоємцем молодого Яноша. Він обдарував його титулами і грошима, зробивши найбагатшим вельможею в державі. Король офіційно оголосив Яноша своїм наступником, подарував йому титул князя і великі володіння в Сілезії (Глогувське князівство). Також Матвій привів до присяги на вірність Яношу всіх комендантів фортець королівства і навіть спробував організувати для нього шлюб з Б'янкою Марією Сфорца, але це не вдалося зробити через протидії з боку королеви Беатриси. Матвій планував влаштувати визнання Яноша принцом з боку Імператора Священної Римської імперії Фрідріха III в обмін на відмову від усіх або частини завойованих спадкових володінь дому Габсбургів. Однак раптова смерть імператора залишила це питання невирішеним, і молодий принц опинився один в оточенні ворогів.

## Після смерті Матвія
Після смерті батька недосвідченому і нерішучому принцу швидко нав'язали свої умови. Спочатку він був змушений відмовитися від претензій на трон. Як компенсацію йому віддавали корону Боснії. Але змусили відмовитися від усіх південних територій, які йому довірив Матвій. Його війська на цих територіях були дуже швидко розсіяні.
15 липня 1490 року королем обирається Владислав, син короля польського і великого князя литовського Казимира IV, яким Янош тут же приніс присягу, щоб зберегти якусь частину своїх володінь. Натомість він був визнаний князем Славонським і Опавським, але змушений був відмовитися від обох титулів через п'ять років. Під час завоювання Угорщини Максиміліаном, він виявив повагу до короля, передавши під його управління три важливі фортеці: Прессбург (нині Братислава), Комарон і Тата, — які були передані йому батьком. Але виявивши підтримку вищих сановників, в тому числі Палатіна Іштвана Запольяї, висунув претензії на практично всі маєтки, якими володів раніше.

## Шлюб
У 1496 році Янош Корвін одружився з Беатрисою, донькою Бернарда Франкопана. У зв'язку з цим його становище зміцнилося. В 1498 році він був призначений безстроковим баном Хорватії і Славонії. З 1499 по 1502 роки він успішно захищав Боснію від нападів турків. Янош Корвін намагався добитися титулу Палатина, але прихильники королеви Беатриси не допустили цього. Він помер у Крапині 12 жовтня 1504 року, залишивши двох дітей: сина Крістофа Корвіна (пом. 17 березня 1505 року) і дочка Елізабет (пом. 1508 року).